# Stefano Loparco
Stefano Loparco (Udine, 26 dicembre 1968) è uno scrittore e saggista italiano.

## Biografia
È stato tra i primi a indagare sotto il profilo storico e psico-biografico e lavorando con testimonianze e materiali inediti, la figura del giornalista e cineasta  Gualtiero Jacopetti. Autore sensibile, dotato di «una prosa partecipe e intensa» (Roberto Curti), Loparco ha dato vita – secondo Franz Krauspenhaar – a «una letteratura dal vero che documenta sempre con dati alla mano», trasferendo al genere biografico le proprie ricerche in ambito cinematografico.
Nel corso della sua produzione saggistica si è avvalso delle collaborazioni, tra le altre, di Augusto Caminito, Franco Prosperi , Carlo Gregoretti e Giampaolo Lomi.
Collabora con i mensili Nocturno e Mistero Magazine.

## Opere
- Stefano Loparco, Il corpo dei Settanta - Il corpo, l’immagine e la maschera di Edwige Fenech, Il Foglio, 2009, ISBN 9788876062582.
- Stefano Loparco, Graffi sul mondo - Gualtiero Jacopetti, Il Foglio, 2014, ISBN 9788876064760.
- Stefano Loparco, Del Paganini e dei capricci - Klaus Kinski, Il Foglio, 2016, ISBN 9788876065866.
- Stefano Loparco e Franco Prosperi, Passeggeremo ancora tra le rovine del tempio - Il cinema, la memoria, la morte: l'ultima conversazione con Gualtiero Jacopetti, Il Foglio, 2019, ISBN 9788876067624.
- Stefano Loparco, Addio zio Tom, Gremese, 2019, ISBN 9788866920915.
- Stefano Loparco, Dragoncelli di fuoco - Il primo (non) film di Paolo Sorrentino, Edizioni Bietti, 2020, ISBN 9788882484538.

### Biografie
- La grande eresia del cinema italiano, monografia su Gualtiero Jacopetti, Lucca Film Festival, catalogo della rassegna cinematografica, 2016[5]
- Fabrizio Fogliato, Fabio Francione, Jacopetti files – Biografia di un genere cinematografico italiano, Mimesis, 2016
- Fregoli, una scelta di campo, in Sotto i riflettori di un occhio selvaggio. Sul cinema di Paolo Cavara, a cura di Pietro Cavara, PM Edizioni, 2017
- Le strane inquietudini della signora Harrison, in Inland - Quaderni di cinema, 5, Sergio Martino, AA.VV., Edizioni Bietti, settembre 2017
- Il legno storto e la gemma di riso, in Prandino. L'altro Visconti. Vita e film di Eriprando Visconti, regista milanese, a cura di Corrado Colombo, Mario Gerosa, Ed. Il Foglio, 2018
- Dellamorte Dellamore, in Inland - Quaderni di cinema, 6, Michele Soavi, AA.VV., Edizioni Bietti, aprile 2018
- Sotto le stelle del jazz, in Inland - Quaderni di cinema, 10, Pupi Avati, AA.VV., Edizioni Bietti, settembre 2019